# Chełmoniewo (gromada)
Chełmoniewo – dawna gromada, czyli najmniejsza jednostka podziału terytorialnego Polskiej Rzeczypospolitej Ludowej w latach 1954–1972.
Gromady, z gromadzkimi radami narodowymi (GRN) jako organami władzy najniższego stopnia na wsi, funkcjonowały od reformy reorganizującej administrację wiejską przeprowadzonej jesienią 1954 do momentu ich zniesienia z dniem 1 stycznia 1973, tym samym wypierając organizację gminną w latach 1954–1972.
Gromadę Chełmoniewo z siedzibą GRN w Chełmoniewie (od 1989 w granicach Koszalina) utworzono – jako jedną z 8759 gromad na obszarze Polski – w powiecie koszalińskim w woj. koszalińskim na mocy uchwały nr 43/54 WRN w Koszalinie z dnia 5 października 1954. W skład jednostki weszły obszary dotychczasowych gromad Chełmoniewo, Dzierżęcino i Kretomino ze zniesionej gminy Koszalin oraz obszary dotychczasowych gromad Lubiatowo i Maszkowo ze zniesionej gminy Manowo w tymże powiecie. Dla gromady ustalono 12 członków gromadzkiej rady narodowej.
31 grudnia 1959 z gromady Chełmoniewo wyłączono część wsi Chełmoniewo obejmującą tereny Zakładu Remontowo-Montażowego (3,31 ha), odgraniczoną od północy szosą Koszalin-Maszków, od południa drogą Koszalin-Dzierżęcino a od wschodu gruntami wsi Chełmoniewo, włączając ją do miasta (na prawach powiatu) Koszalina w tymże województwie; do gromady Chełmoniewo włączono natomiast wieś Węgorzewo Koszalińskie ze zniesionej gromady Szczeglino oraz wsie Czarne i Niekłonice ze zniesionej gromady Konikowo w tymże powiecie.
31 grudnia 1968 do gromady Chełmoniewo włączono obszar zniesionej gromady Stare Bielice (bez wsi Cieszyn i Nowe Bielice oraz bez PGR-u Cieszyn) w tymże powiecie.
Gromada przetrwała do końca 1972 roku, czyli do kolejnej reformy gminnej.